# Mad Man Pondo
Kevin Canady (Flora, 24 juni 1969), beter bekend als Mad Man Pondo, is een Amerikaans professioneel worstelaar, promotor en acteur die vooral bekendstaat om zijn hardcore worstelstijl. Pondo heeft in zijn carrière bij verschillende promoties geworsteld, waaronder IWA Mid-South, Combat Zone Wrestling, Big Japan Pro Wrestling, en Juggalo Championship Wrestling. Daarnaast is hij ook de eigenaar van worstelpromotie IWA East Coast.

## Begin van carrière
Mad Man Pondo begon zijn professionele worstelcarrière in 1989 op twintigjarige leeftijd. Hij had al snel door dat hij niet zou doorbreken als 'gewone' worstelaar en besloot daarom over te stappen op het hardcore worstelen. Als ringnaam koos hij Mad Man Pondo, een verwijzing naar Abdullah the Butcher's bijnaam 'Mad Man from Sudan'. Samen met worstelaars Corporal Robinson en 2 Tuff Tony trok hij in de begindagen van zijn carrière door het land.

## IWA Mid-South
In 1997 begon Pondo te worstelen voor IWA Mid-South. In 1999 kwam hij in een feud met 2 Tuff Tony om hem ondertussen de fijne kneepjes van het hardcore worstelen te leren. In 2003 nam hij deel aan het King of the Deathmatch Tournament van IWA Mid-South. Canady stroomde door naar de finale door Nate Webb, Axl Rotten en Nick Gage te verslaan. In de finale versloeg hij J.C. Bailey en werd gekroond tot koning van de deathmatch.

## Juggalo Championship Wrestling (1999-heden)
In 1999 werd Mad Man Pondo uitgenodigd om te worstelen voor JCW's eerste show. Juggalo Championship Wrestling (JCW) was opgericht door het hiphopduo Insane Clown Posse. Pondo vormde die show een team met Pete Madden en versloeg Ian Rotten en Corporal Robinson in een Exploding Barbwire Match. In 2005 werd Pondo 'JCW Heavyweight Champion' door hardcorelegende Terry Funk te verslaan. Pondo vormde vervolgens een tag team met Necro Butcher. In 2007 wonnen zij Tag-Team Eliminition Match waarin acht teams meededen. Door de gewonnen wedstrijd werden Mad Man Pondo en Necro Butcher 'JCW Tag Team Champions'. Dit gevormde team werd echter al snel weer opgesplitst doordat Necro Butcher een contract tekende bij worstelpromotie Ring of Honor. Op 9 maart 2011 werden Necro Butcher en Pondo opnieuw 'JCW Tag Team Champions' door The Haters te verslaan in een Hardcore Barbed Wire, Thumbtacks and Ladders Match. De opeenvolgende maand verloren zij de titel aan Dave en Jake Christ.

## Combat Zone Wrestling (2000-2009)
In 2000 debuteerde Mad Man Pondo tegen Ian Rotten voor Combat Zone Wrestling. Hij bleef vervolgens voor de promotie uitkomen en was ook deel van de talentuitwisseling tussen Combat Zone Wrestling en Big Japan Pro Wrestling. Pondo stopte in 2009 met het worstelen bij CZW maar keerde in 2013 wel eenmalig terug in een show die was opgezet door drie verschillende promoties, Westside Xtreme Wrestling, Combat Zone Wrestling en Big Japan Pro Wrestling.

## Big Japan Pro Wrestling (2000-2008)
Mad Man Pondo kwam terecht bij BJW als gevolg van de talentuitwisseling tussen BJW en CZW. Hij maakte zijn debuut voor BJW tegen Tomoaki Honma in een Lighttubes Deathmatch. Pondo begon bij BJW met een nieuwe ringnaam genaamd 'Original Foolish Foreigner' maar veranderde het al snel terug naar Mad Man Pondo. In 2001 stopte de talentuitwisseling tussen de twee promoties doordat CZW meer geld wilde. Pondo weigerde echter BJW te verlaten omdat zowel de promotie zelf als de fans hem goed behandelde. Later werd hij de Amerikaanse talentboeker die talent van de Verenigde Staten naar Big Japan Pro Wrestling moest halen. Pondo bleef tot en met 2008 worstelen bij BJW maar keerde in 2013 wel eenmalig terug in een show die werd opgezet door die verschillende promoties, Westside Xtreme Wrestling, Combat Zone Wrestling en Big Japan Pro Wrestling.

## Trivia
Canady was de presentator van zijn eigen televisieprogramma in de jaren 90. Het programma, dat bestond uit vrouwelijk naakt, grof taalgebruik en worstelen, trok de aandacht van tv presentator Jerry Springer. Canady werd vervolgens ingehuurd om verschillende gasten te spelen in de Jerry Springer Show. Later werd Canady ingehuurd om acteurs te vinden die als gast konden verschijnen in de show.
In 2005 verscheen Canady in de horrorfilm 2001 Maniacs waar hij de rol van de smid van het stadje vertolkt. 
Canady is bespeelbaar als Mad Man Pondo in de worstelgames Backyard Wrestling: Don't Try This at Home, Backyard Wrestling 2: There Goes the Neighborhood en Fire Pro Wrestling Returns.

## In het worstelen
- Finishers
  - The Silencer
  - Stop Sign Smash (Slaan naar het hoofd met een stopbord)
- Signature moves
  - Back Body Drop
  - Brainbuster (Meestal op een stoeltje)
  - Piledriver
  - Powerbomb
  - Russian legsweep
- Opkomstmuziek 
  - Bullet with Butterfly Wings - Smashing Pumpkins
  - The Beautiful People - Marilyn Manson
  - Deep Impact - Dragon Ash
  - Justify These Scars - Carnage Cup 8
  - FBI File - Corporate Avenger

## Prestaties
- XCW Wrestling Mid-West[2]
  - XCW Mid-West Heavyweight Championship (1 keer)
- Westside Xtreme Wrestling
  - wXw Hardcore Championship (1 keer)
- Mad-Pro Wrestling
  - MPW Heavyweight Championship (1 keer)
- Juggalo Championship Wrestling
  - JCW Tag Team Championship (3 keer) - met Necro Butcher (2 keer) - met Mary Dobson (1 keer)
  - JCW Heavyweight Championship (2 keer)
- Independent Wrestling Association Mid-South
  - IWA Mid-South Tag Team Championship (1 keer) - met Ian Rotten (1 keer)
  - IWA Mid-South Heavyweight Championship (1 keer)
  - Winnaar van de IWA Mid-South King of Deathmatch Tournament (2003)
  - Winnaar van de IWA Mid-South Double Death Tag Team Tournament (2006) - met 2 Tuff Tony
- Destination One Wrestling
  - D1W Heavyweight Championship (2 keer)
- Combat Zone Wrestling
  - CZW New Horror Championship (1 keer)
- Evolution Pro Wrestling
  - EPW Elite Championship (2 keer)
- Premier Destination Wrestling
  - PDW Heavyweight Championship (3 keer)
- Resistance Pro Wrestling
  - RPW Tag Team Championship - met Jay Bradley (1 keer)
- Mid American Wrestling
  - Winnaar van de Hardcore Cup 2000 (2000)
- Ballistic Championship Wrestling
  - Winnaar van de Brink of Death Deathmatch Tournament (2007)